# Prealpi dell'Alta Austria
Le Prealpi dell'Alta Austria (in tedesco Oberösterreichische Voralpen) sono una sottosezione delle Alpi del Salzkammergut e dell'Alta Austria. La vetta più alta è il Hoher Nock che raggiunge i 1.963 m s.l.m..
Si trovano in Austria (Alta Austria).

## Classificazione

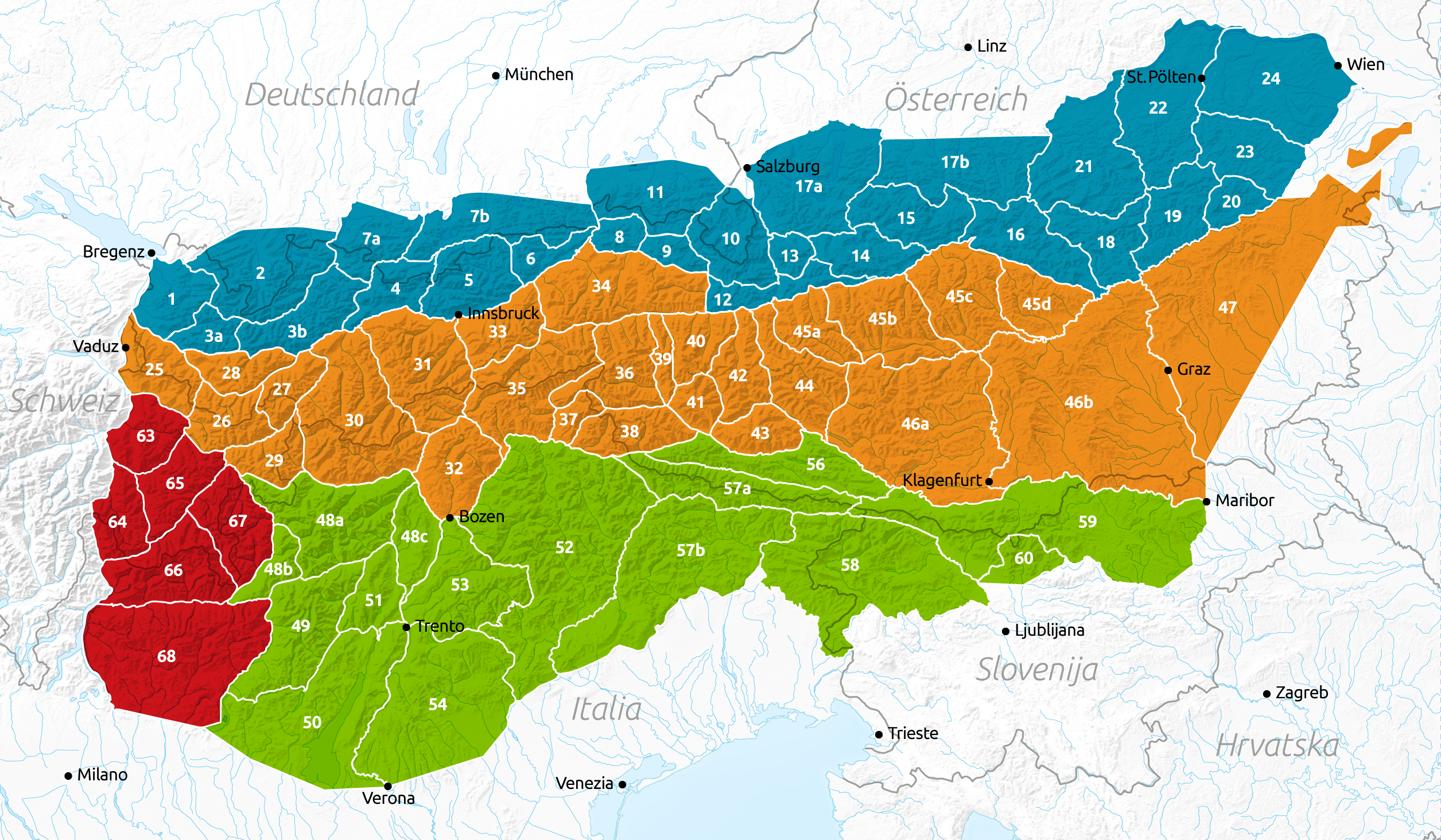
Le Prealpi dell'Alta Austria secondo l'AVE sono individuate dal numero 17b.

Secondo la SOIUSA le Prealpi dell'Alta Austria sono una sottosezione con la seguente classificazione:
- Grande parte = Alpi Orientali
- Grande settore = Alpi Nord-orientali
- Sezione = Alpi del Salzkammergut e dell'Alta Austria
- Sottosezione = Prealpi dell'Alta Austria
- Codice = II/B-25.IV

Secondo l'AVE costituiscono il gruppo n. 17b di 75 nelle Alpi Orientali.

## Delimitazioni
Le Prealpi dell'Alta Austria:
- a nord si stemperano nelle colline austriache;
- ad est confinano con le Alpi dell'Ybbstal (nelle Alpi della Bassa Austria);
- a sud confinano con le Alpi dell'Ennstal (nelle Alpi Settentrionali di Stiria);
- a sud-ovest confinano con i Monti Totes (nella stessa sezione alpina;
- ad ovest confinano con i Monti del Salzkammergut (nella stessa sezione alpina).

## Suddivisione
Si suddividono in cinque supergruppi, tredici gruppi e sei sottogruppi:
- Monti di Grünau (A)
  - Gruppo del Traunstein (A.1)
    - Massiccio dell'Eibenberg (A.1.a)
    - Massiccio del Traunstein (A.1.b)

  - Gruppo del Kasberg (A.2)
    - Massiccio del Kasberg (A.2.a)
      - Costiera dell'Habichtkogel (A.2.a/a)
      - Costiera del Kasberg (A.2.a/b)

    - Massiccio del Kremsau (A.2.b)
- Monti di Kirchdorf (B)
  - Gruppo dello Steinkogek (B.3)
- Monti di Molln (C)
  - Gruppo del Krestenberg (C.4)
  - Gruppo del Dürrensteig (C.5)
  - Catena Alpenstein-Schoberstein (C.6)
  - Gruppo del Kaiblingerkogel (C.7)
  - Gruppo del Größtenberg (C.8)
- Monti di Sengsen (D)
  - Gruppo dell'Hohe Nock (D.9)
    - Costiera dell'Hohe Nock (D.9.a)
    - Costiera del Rohrauer Größtenberg (D.9.b)

  - Gruppo dell'Hochsengs (D.10)
- Monti di Neustift (E)
  - Gruppo del Fleichteck (E.11)
  - Gruppo del Freithofberg (E.12)
  - Gruppo dello Schieferstein (E.13)

## Vette principali
- Hoher Nock, 1963 m
- Kasberg, 1747 m
- Grossen Grösstenberg, 1724 m
- Traunstein, 1691 m
- Kremsmauer, 1604 m
- Bodenwies, 1541 m
- Alpkogel, 1513 m
- Hochsengs, 985 m
- Freithofberg, 958 m